# Piotr Lech (grafik)
Piotr Franciszek Lech (ur. 9 marca 1954 w Skarżysku-Kamiennej, zm. 3 sierpnia 2020 w Lublinie) – polski grafik i wykładowca akademicki, profesor sztuk plastycznych.

## Życiorys
W 1978 ukończył studia edukacji artystycznej w zakresie sztuk plastycznych na Uniwersytecie Marii Curie-Skłodowskiej w Lublinie, 1 stycznia 1987 obronił pracę doktorską, następnie uzyskał stopień doktora habilitowanego. 24 kwietnia 2012 nadano mu tytuł profesora w zakresie sztuk plastycznych.
Pracował w Polskiej i Japońskiej Akademii Technik Komputerowych, oraz był zatrudniony na stanowisku profesora i dyrektora w Instytucie Sztuk Pięknych na Wydziale Artystycznym Uniwersytetu Marii Curie-Skłodowskiej.
Zmarł 3 sierpnia 2020. Pochowany na cmentarzu przy ul. Unickiej w Lublinie.

## Odznaczenia i wyróżnienia
- Srebrny Krzyż Zasługi[1]
- Brązowy Medal Ministra Kultury i Dziedzictwa Narodowego „Gloria Artis” (2011)[4]